# Jan Sońta
Jan Tadeusz Sońta ps. Ośka, Jaś (ur. 8 października 1919 w Świesielicach, zm. 30 października 1990) – polski działacz ruchu ludowego, żołnierz Batalionów Chłopskich, pułkownik Wojska Polskiego.

## Życiorys
Urodził się w Świesielicach w rodzinie chłopskiej. Działalność polityczną rozpoczął od wstąpienia do Związku Młodzieży Wiejskiej RP Wici. W 1939 rozpoczął naukę na Wydziale Drogowo-Budowlanym Średniej Szkoły Technicznej w Radomiu. Ukończył ją jednak dopiero po wyzwoleniu spod Okupacji niemieckiej.
Po wybuchu II wojny światowej, już w 1940 utworzył grupę konspiracyjną Ośka, która w 1942 weszła w struktury Batalionów Chłopskich. Pierwszą akcję przeprowadził wraz z Antonim Majewskim pseudonim Trojan w lipcu 1940. W jej wyniku z użyciem atrapy pistoletu rozbrojony został żołnierz niemiecki i zdobyta została pierwsza broń. Liczba osób w grupie Ośka szybko wzrosła do 1000. Oddział przyjął nazwę Partyzanckie Zgrupowanie BCh Ośka i jego dowódcą został Jan Sońta. Od 1943 Zgrupowanie BCh Ośka współpracowało z lokalnym oddziałem GL im. Czachowskiego m.in. w walkach przeciw niemieckim oddziałom kontyngentowym. W październiku 1944 Jan Sońta porozumiał się z lokalnymi oddziałami AL (1., 2. i 10. Brygadą) wskutek czego w nocy z 27 na 28 października 1944 r. oddział kpt. Hiszpana ze Zgrupowania BCh Ośka uczestniczył w zwycięskiej potyczce pod Chotczą. Udało się wówczas partyzantom przebić przez linię frontu. Po przejściu frontu Jan Sońta ujawnił się i organizował struktury Milicji Obywatelskiej. 15 lutego 1945 oddelegowany został do pracy w Komendzie Głównej (KG) Milicji Obywatelskiej. Awansowany do stopnia ppłk pełnił funkcję inspektora KG. 9 czerwca 1945 został skierowany do Łańcuta z funkcją doradcy dowódcy 28 pp 9 Dywizji Piechoty Wojska Polskiego i brał udział w zwalczaniu podziemia ukraińskiego na Rzeszowszczyźnie. 
11 sierpnia 1945 został aresztowany i następnie skazany na karę śmierci. Wyrok zmieniono na 12 lat więzienia. W ramach amnestii został zwolniony 6 stycznia 1954. 10 listopada 1954 zawarł związek małżeński z Zofią Grabowską. Był m.in. prezesem zarządu okręgu ZBoWiD, kierownikiem przedsiębiorstwa budowlanego w Kielcach i kierownikiem Spółdzielni Transportu Wiejskiego. Był członkiem Zjednoczonego Stronnictwa Ludowego. Jesienią 1989 współdziałał przy reaktywowaniu Polskiego Stronnictwa Ludowego. Sąd Najwyższy w Warszawie zrehabilitował go 10 września 1992 unieważniając dawne wyroki.
Zmarł 30 października 1990. Pochowany został na cmentarzu rzymskokatolickim przy ul. Limanowskiego w Radomiu. 

## Odznaczenia
- Medal "Za zasługi dla ruchu ludowego" (1984)[8]

## Upamiętnienie
W październiku 1998 wmurowano tablicę upamiętniającą Jana Sońtę w Kościele Garnizonowym pw. św. Stanisława Biskupa w Radomiu.